# 4086 Podalirius
4086 Podalirius је Јупитеров тројански астероид. Приближан пречник астероида је 86,89 ,
а средња удаљеност астероида од Сунца износи 5,234 астрономских јединица (АЈ).
Инклинација (нагиб) орбите у односу на раван еклиптике је 21,731 степени, а орбитални период износи 4374,495 дана (11,976 годину). Ексцентрицитет орбите астероида износи 0,122.
Апсолутна магнитуда астероида износи 9,10 а геометријски албедо 0,053.
Астероид је откривен 9. новембра 1985. године.